# Brusje
Brusje és un poble de Croàcia situat al comtat de Split-Dalmàcia, pertany al municipi de Hvar, es troba a l'illa de Hvar.